# 石毓萱
石毓萱（1793年10月20日—？年），字北堂，號壽庭，河南開封府祥符縣人，嘉慶十五年庚午科順天鄉試第二百八名舉人，辛未進士，任廣東樂會縣知縣。父石俊，山東登州府。